# 基氏燭光魚
基氏燭光鱼（学名：Polyipnus kiwiensis）为輻鰭魚綱巨口魚目褶胸鱼科的其中一種。分布於西南太平洋區的澳洲及紐西蘭海域，為深海魚類，會進行垂直性洄游，體長可達8.2公分。